# Брайан, Майк
Майкл (Майк) Карл Брайан (англ. Michael «Mike» Carl Bryan; род. 29 апреля 1978 года в Камарильо, Калифорния, США) — американский профессиональный теннисист, один из сильнейших парных игроков начала XXI века, бывшая первая ракетка мира в парном рейтинге. Обладатель некалендарного Золотого шлема в мужском парном разряде (2012/13), 18-кратный победитель турниров Большого шлема в мужском парном разряде, четырёхкратный — в смешанном парном разряде, пятикратный победитель итогового чемпионата АТР (2003, 2004, 2009, 2014, 2018), обладатель Кубка Дэвиса (2007) в составе национальной сборной США. Рекордсмен АТР-тура по времени пребывания на первом месте в рейтинге игроков в парном разряде, старейший теннисист, когда-либо возглавлявший рейтинг ATP. Член Международного зала теннисной славы с 2025 года.

## Общая информация
Майк один из сыновей близнецов Уэйна и Кэти Брайанов. Он старше своего брата Боба на две минуты. Родители Боба являются теннисными тренерами, которые начали играть в теннис с детьми с двухгодовалого возраста.
Братья Брайаны проходили обучение в Стэнфордском университете. Братья организовали музыкальную группу «The Bryan Bros Band» (Боб играет на клавишных, а Майк на ударных) и давали свои выступления на турнирах и благотворительных концертах.
В ноябре 2012 года Брайан женился на Люсилль Уильямс. В 2017 году Брайан и Уильямс развелись.
В сентябре 2019 года Брайан обручился со словацкой моделью Надией Мургасовой. В январе 2020 года пара поженилась. 25 апреля 2020 года у супругов родился сын Джейкоб Майкл «Джейк» Брайан.

## Спортивная карьера
Начало карьеры (первый титул Большого шлема и № 1 в парном разряде).
В мужском парном разряде выступает обычно вместе со своим братом-близнецом Бобом. Оба брата также выступали в одиночном разряде за сборную США в Кубке Дэвиса. В паре братья выигрывали детские и молодёжные турниры с шестилетнего возраста, в том числе Открытый чемпионат США в 1996 года среди юношей. Годом ранее также на Открытом чемпионате США братья дебютировали в ATP-туре. В 1998 году братья Брайаны одержали первые совместные победу на турнирах серий «фьючерс» и «челленджер». В апреле 1999 года они сыграли свой первый финал ATP-тура на турнире в Орландо.
В 2000 году братья Брайаны впервые вышли в четвертьфинал турнира Большого шлема, сыграв его на Открытом чемпионате США. В феврале 2001 года они выиграли первый титул в туре, победив на зальном турнире в Мемфисе. Всего в том сезоне они смогли взять четыре совместных титула, а на Больших шлемах лучше всего сыграли на Уимблдонском турнире, выйдя в полуфинал. Также на Уимблдоне Майк сумел выйти в финал в миксте в дуэте с Лизель Хорн. На Открытом чемпионате США 2001 года он единственный раз в карьере сыграл в основной сетке турнира Большого шлема в одиночном разряде, пройдя туда через квалификацию.
В 2002 году Брайаны уже выиграли пять титулов в ATP-туре и первый из них серии Мастерс — в августе в Торонто. На турнирах серии Большого шлема они каждый раз доходили до четвертьфинала, а на Уимблдоне и Открытом чемпионате США смогли сыграть в полуфинале. Майк в США также выиграл свой первый титул Большого шлема, завоевав его в миксте в партнёрстве с Лизой Реймонд. В финале он смог обыграть своего брата Боба, который выступал в команде с Катариной Среботник. Майк также выиграл два титула в сезоне в альянсе с другими теннисистами: в июне в Ноттингеме в паре с Марком Ноулзом и в Лонг-Айленде с Махеш Бхупати. В итоговом рейтинге 2002 года Брайаны финишировали в Топ-10.
Первым турниром Большого шлема, в котором Брайаны в паре достигли финала, и первым, который они выиграли, стал Открытый чемпионат Франции в 2003 году. В финале они победили Евгения Кафельникова и Паула Хархёйса. Также на Ролан Гаррос Майк смог стать победителем в миксте, разделив свой успех с Лизой Реймонд. Всего в 2003 году Боб и Майк собрали пять титулов, в том числе одержали победу на Итоговом турнире. Братья закончили сезон на первом месте в рейтинге мужских пар.
2004-08 (карьерный Большой шлем).

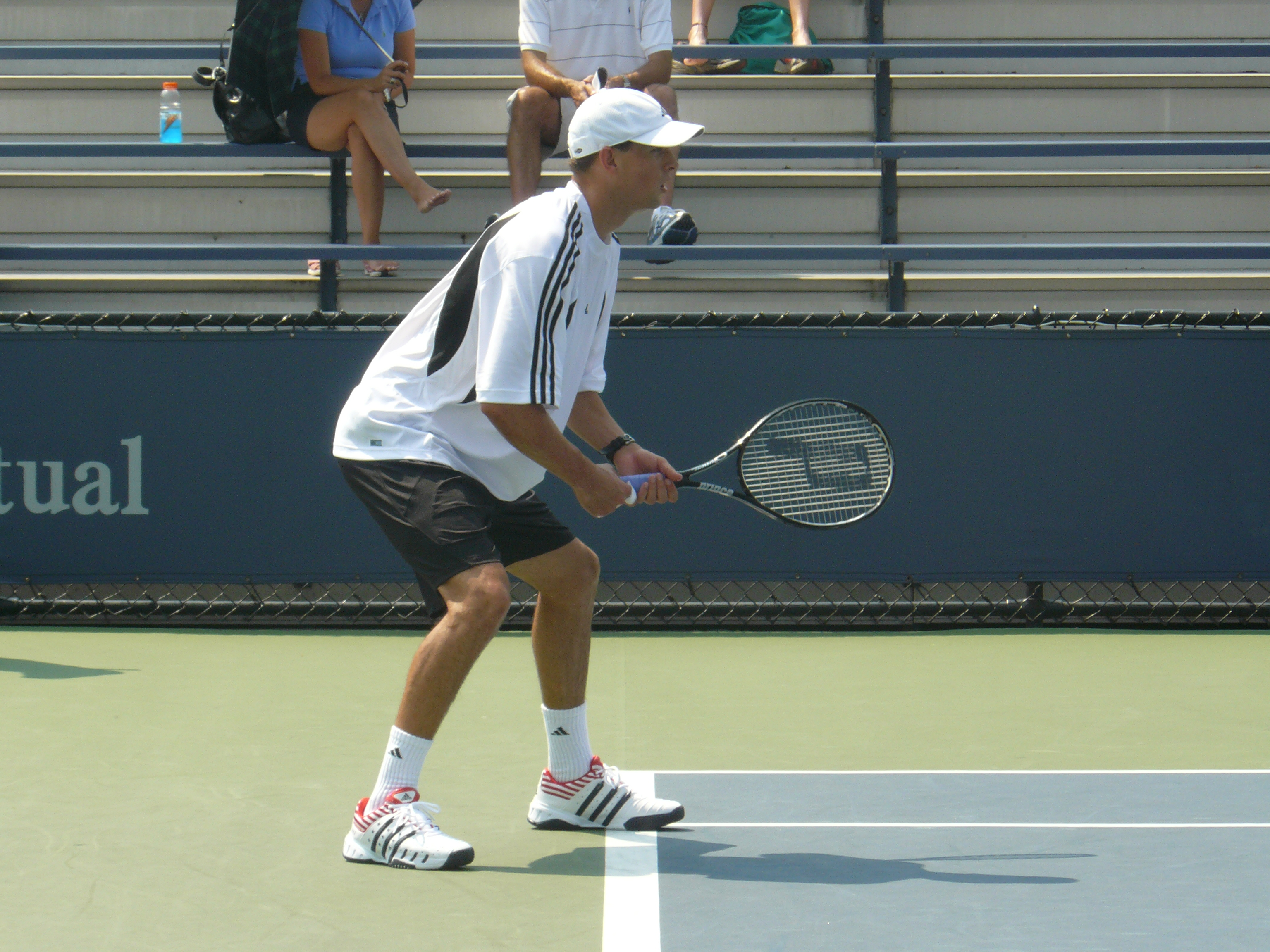
Майк на Открытом чемпионате США 2007 года

На Открытом чемпионате Австралии 2004 года братья Брайаны вышли в финал. Всего за сезон братья выиграли семь совместных титулов, в том числе второй год подряд победил на Итоговом турнире. Летом они сыграли на первых для себя Летних Олимпийских играх в Афинах, где доиграли до четвертьфинала, проиграв только будущим чемпионам. По ходу сезона братья Брайаны выступали за сборную США в кубке Дэвиса, играя парный матч на всех стадиях турнира. В итоге Боб и Майк выиграли все свои четыре матча в кубке Дэвиса, в том числе и в финале против сборной Испании, однако американцы проиграли ту встречу.
На Открытом чемпионате Австралии 2005 года Боб и Майк второй сезон подряд дошли до финала, но вновь проиграли. Такого же результата они достигли на Открытом чемпионате Франции и Уимблдонском турнире. На Открытом чемпионате США братья Брайаны четвёртый раз в сезоне вышли в финал Большого шлема и наконец-то смогли в нём выиграть, завоевав второй совместный титул серии. За 2005 год они выиграли в общей сложности пять турниров и завершили его на итоговой первой строчке мирового рейтинга.
В январе 2006 года братья Брайаны третьей попытки победили в финале Открытого чемпионата Австралии, взяв свой третий Большой шлем в карьере и второй подряд. На Ролан Гаррос они также вышли в финал, однако уступили паре Йонас Бьоркман и Максим Мирный. На Уимблдонском турнире Боб и Майк смогли выиграть титул. Таким образом, они собрали «карьерный Большой шлем», победив по разу на всех четырёх турнирах серии. Также их пара сыграла в финалах семи турниров Большого шлема подряд — рекордный показатель с тех пор, как в 1968 году в этих турнирах было разрешено участвовать профессионалам (см. Открытая эра). В общей сложности в 2006 году братья Брайаны победили на семи турнирах в мужских парах. Из них две победы в Большом шлеме и две на турнирах серии Мастерс. Сезон они завершили на первом месте в рейтинге.
На первом в 2007 году Большом шлеме — Открытом чемпионате Австралии братья Брайаны смогли защитить свой прошлогодний титул. К Ролан Гаррос они смогли выиграть шесть турниров, в том числе три Мастерса (в Майами, Монте-Карло и Гамбурге. На Уимблдонском турнире они остановились в шаге от защиты прошлогоднего титула, уступив в финале французам Арно Клеману и Микаэлю Льодра. До конца сезона Боб и Майк выиграли ещё пять титулов, в том числе на двух Мастерсах (в Мадриде и Париже, доведя общее число выигранных турниров в 2007 году до 11. Братья Брайаны третий сезон подряд завершили год на первой строчке парного рейтинга. В этом сезоне они также смогли помочь сборной США добыть победу в Кубке Дэвиса. Брайаны выиграли все свои парные матчи на всех стадиях, в том числе и в финале против сборной России.
Первого титула в 2008 году братья Брайаны добились в апреле на Мастерсе в Майами. В мае они победили на двух грунтовых турнирах: в Барселоне и Мастерсе в Риме. На Уимблдоне Майк вышел в финал в миксте в паре с Катариной Среботник, но проиграл в нём своему брату, выступавшему с Самантой Стосур. Летом братья Брайаны выиграли Мастерс в Цинциннати и завоевали бронзовую медаль на Олимпийском теннисном турнире в Пекине. На Открытом чемпионате США они смогли взять первый в сезоне титул Большого шлема в мужских парах. В концовке сезона братья сыграли в финале Итогового турнира и завершили сезон третьими в рейтинге.
2009-13 (лидерство в парном теннисе).

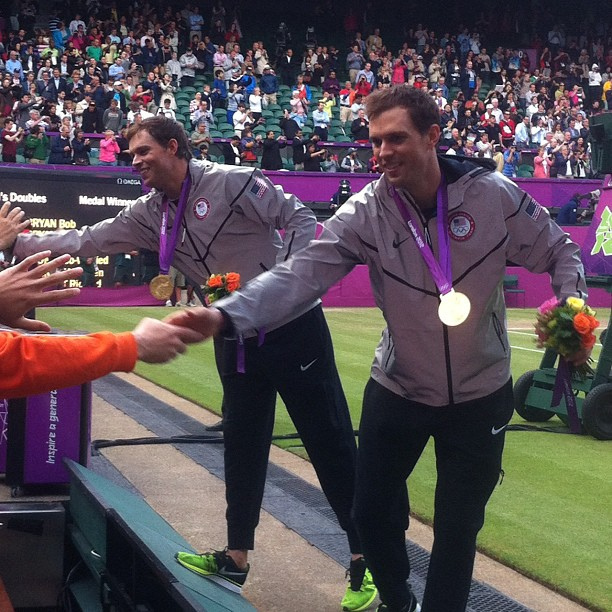
Братья Брайаны на награждении золотыми медалями Олимпиады 2012 года

В январе 2009 года братья Брайаны на турнире в Сиднее выиграли свой 50-й совместный титул в Мировом туре. Затем они в третий раз в карьере взяли главный приз на Открытом чемпионате Австралии. На Уимблдоне Боб и Майк вышли в финал, но титул взять не смогли. За сезон Брайанам удалось выиграть семь совместных титулов. Последней победой в сезоне стал выигрыш Итогового турнира. Сезон они завершили на первой строчки рейтинга.
На Открытом чемпионате Австралии 2010 года Боб и Майк Брайаны смогли защитить свой прошлогодний титул и в 4-й раз выиграли турнир. На турнире в Лос-Анджелесе Боб и Майк завоевали свой 62-й совместный титул, побив рекорд Тодда Вудбриджа и Марка Вудфорда, бывших до этого самой титулованной мужской парой в мире. На Открытом чемпионате США Бобу удалось выиграть сразу два титула: в мужских парах с братом Майком и в миксте с Лизель Хубер. В целом сезон 2010 года сложился для братьев Брайанов успешно. Они сумели совместно выиграть 11 титулов, из которых два были завоеваны на Больших шлемах и четыре на турнирах серии Мастерс. В пятый раз в карьере они завершили год на итоговом первом месте.
На Открытом чемпионате Австралии 2011 года братья Брайаны в третий раз подряд стали чемпионами. Эта победа стала для них десятой на Больших шлемах в мужских парах. Следующую победу на Большом шлеме они одержали летом на Уимблдонском турнире. Сезон принёс братьям восемь титулов, из которых два были выиграны на Мастерсах. Третий год подряд Боб и Майк сохранили лидерство в мировом рейтинге в парах.
На Открытом чемпионате Австралии 2012 года Боб и Майк вышли в финал, но не смогли взять трофей в четвёртый раз подряд, уступив Леандеру Паесу и Радеку Штепанеку. Также они смогли выйти в финал и на Ролан Гаррос, но вновь проиграли — на этот раз Максиму Мирному и Даниэлю Нестору. На Уимблдонском турнире Майк выиграл титул в миксте в паре с Лизой Реймонд. В начале августа братья Брайаны смогли выиграть ещё один значимый турнир. Они стали Олимпийскими чемпионами, победив на Олимпиаде в Лондоне. В финале за золотые медали Боб и Майк переиграли французский дуэт Микаэль Льодра и Жо-Вильфрид Тсонга со счётом 6-4, 7-6(2). Это позволило братьям завершить завоевание карьерного Золотого шлема. Выиграв Олимпиаду, Майк взял свой 84-й титул за карьеру и стал единоличным рекордсменом Открытой эры по числу турниров, выигранных в мужском парном разряде, превзойдя предыдущий рекорд, установленный Тоддом Вудбриджем. На Открытом чемпионате США братья Брайаны стали чемпионами в четвёртый раз в карьере. В финале они взяли реванш за поражение в Австралии у Паеса и Штепанека. Братья Брайаны вновь стали лучшей парой по итогам сезона, одержав в 2012 году семь побед на турнирах Мирового тура.
Открытый чемпионат Австралии 2013 года завершился для братьев Брайанов очередной победой в карьере, уже шестой по счёту. Майк и Боб стали единоличными лидерами по числу совместно выигранных турниров Большого шлема, обойдя одержавших 12 побед Джона Ньюкомба и Тони Роча. На следующем Большом шлеме — Ролан Гаррос, они также смогли одержать победу. Одержав через месяц победу на Уимблдоне, Боб и Майк стали единственной парой (среди мужчин и женщин) в истории тенниса, кому покорился так называемый некалендарный «Золотой шлем» (победа подряд на всех турнирах Большого шлема и Олимпиаде не в одном календарном году).
| Круг        | 2012                              | 2012                | 2012                                  | 2012                | 2013                          | 2013             | 2013                            | 2013             | 2013                             | 2013                       |
| Круг        | Олимпийские игры                  | Олимпийские игры    | US Open                               | US Open             | Australian Open               | Australian Open  | Roland Garros                   | Roland Garros    | Уимблдон                         | Уимблдон                   |
| Круг        | Соперники                         | Счёт                | Соперники                             | Счёт                | Соперники                     | Счёт             | Соперники                       | Счёт             | Соперники                        | Счёт                       |
| ----------- | --------------------------------- | ------------------- | ------------------------------------- | ------------------- | ----------------------------- | ---------------- | ------------------------------- | ---------------- | -------------------------------- | -------------------------- |
| 1/32 финала | —                                 | —                   | Давид Гоффен Стив Дарси               | 6-1, 6-4            | Оливер Марах Орасио Себальос  | 7-5, 6-3         | Фабрис Мартен Жонатан Эйссерик  | 6-3, 6-4         | Марсело Демолинер Андре Са       | 6-4, 6-4, 6-1              |
| 1/16 финала | Томас Белуччи Андре Са            | 7-6(5), 6-7(5), 6-3 | Эрик Буторак Пол Хенли                | 6-3, 6-2            | Андреас Сеппи Флавио Чиполла  | 6-3, 6-4         | Эрик Буторак Джек Сок           | 7-5, 7-6(2)      | Давид Марреро Андреас Сеппи      | 6-3, 7-5, 6-4              |
| 1/8 финала  | Николай Давыденко Михаил Южный    | 7-6(8), 7-6(1)      | Сантьяго Гонсалес Скотт Липски        | 6-7(6), 7-6(5), 6-3 | Лукаш Кубот Жереми Шарди      | 6-7(4), 6-4, 6-3 | Кристофер Кас Оливер Марах      | 1-0, отказ       | Доминик Инглот Трет Конрад Хьюи  | 7-5, 6-3, 7-6(3)           |
| 1/4 финала  | Энди Рам Йонатан Эрлих            | 7-6(4), 7-6(10)     | Жюльен Беннето Николя Маю             | 7-6(2), 7-6(4)      | Даниэле Браччали Лукаш Длоуги | 6-3, 7-5         | Фернандо Вердаско Давид Марреро | 6-3, 6-4         | Махеш Бхупати Юлиан Ноул         | 7-6(5), 7-6(3), 7-6(4)     |
| 1/2 финала  | Жюльен Беннето Ришар Гаске        | 6-4, 6-4            | Айсам-уль-Хак Куреши Жан-Жюльен Ройер | 6-3, 6-4            | Симоне Болелли Фабио Фоньини  | 6-4, 4-6, 6-1    | Александр Пейя Бруно Соарес     | 6-1, 6-4         | Рохан Бопанна Эдуар Роже-Васслен | 6-7(4), 6-4, 6-3, 5-7, 6-3 |
| Финал       | Микаэль Льодра Жо-Вильфрид Тсонга | 6-4, 7-6(2)         | Леандер Паес Радек Штепанек           | 6-3, 6-4            | Игорь Сейслинг Робин Хасе     | 6-3, 6-4         | Микаэль Льодра Николя Маю       | 6-4, 4-6, 7-6(4) | Иван Додиг Марсело Мело          | 3-6, 6-3, 6-4, 6-4         |

Выиграть первый в истории Открытой эры парный «календарный Большой шлем» в 2013 году Брайанам помешали Паес и Штепанек, обыгравшие братьев в полуфинале Открытого чемпионата США. В концовке сезона Боб и Майк сыграли в решающем матче Финала тура, но проиграли испанцам Фернандо Вердаско и Давиду Марреро. Сезон принёс братьям в общей сложности 11 трофеев в Мировом туре и очередное лидерство в рейтинге по итогам сезона.
2014-20 (100 титулов и 1000 победных матчей братьев Брайанов в туре).

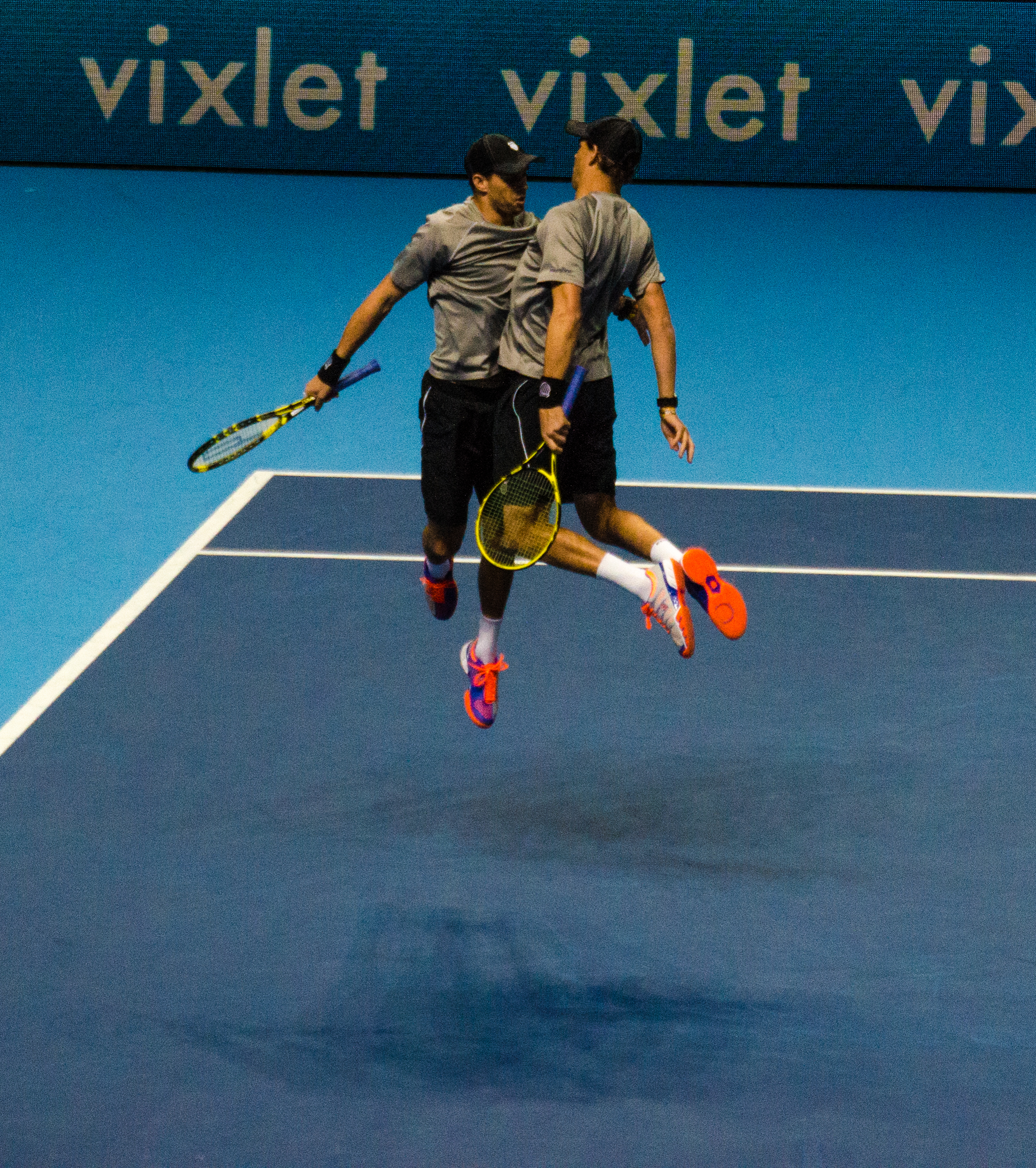
Братья Брайаны празднуют победу на Финале тура ATP 2014 года

В 2014 году братья Брайаны выиграли первые три Мастерса сезона: в Индиан-Уэллсе, Майами и Монте-Карло. В апреле 2014 года, незадолго до своего 36-го дня рождения, Майк стал первым теннисистом в истории, выигравшим сто парных турниров уровня ATP-тура и выше. В июне 2016 года Майк выиграл свой тысячный матч в турнирах АТР и Большого шлема. На Уимблдонском турнире Боб и Майк доиграли до финала, но проиграли Вашеку Поспишилу и Джеку Соку. В августе они выиграли ещё один Мастерс в Цинциннати. Эта победа стала для пары 99-й в Мировом туре. Следующем турниром для Брайнов стал Открытый чемпионат США, где они могли взять юбилейный 100-й совместный титул. Братья смогли справиться с этой задачей, обыграв в финале турнира Марселя Гранольерса и Марка Лопеса. Они в пятый раз выиграли в США и 16-й на Большом шлеме в мужских парах. В октябре на Мастерсе в Шанхае братья Брайаны одержали победу и собрали в свой актив победы на всех Мастерсах, включая потерявший этот статус в 2009 году турнир в Гамбурге. В конце сезона Боб и Майк добавил к свои трофеям победу на Мастерсе в Париже и выигрыш Итогового турнира. Всего за сезон на счету братьев 10 титулов и звание первых в парном теннисе по итогам года (в восьмой раз за карьеру).
В первой половине 2015 года братья Брайаны выиграли три турнира, два из которых входят в серию Мастерс (Майами и Монте-Карло). На Ролан Гаррос они достигли финала, но в борьбе за трофей проиграли Ивану Додигу и Марсело Мело. Но Майк не остался без титула на том турнире, взяв его в миксте в паре с Бетани Маттек-Сандс. В августе Боб и Майк выиграли три турнира подряд, одни из которых был Мастерс в Монреале. Сезон 2015 года Брайаны впервые с 2004 года провели без побед на Больших шлемах. Также они потеряли и лидерство в рейтинге. Майк закончил сезон на 4-й строчке.
В 2016 году Брайаны выиграли три турнира весной, последнюю победу они одержали в мае на мастерсе в Риме. На Открытом чемпионате Франции они второй год подряд остановились в шаге от титула, проиграв в финале Марку и Фелисиано Лопесам. В 2016 году Боб и Майк стали первой парой в истории, выигравшей совместно тысячу матчей в турнирах АТР и Большого шлема; свою тысячную победу в индивидуальном зачёте Боб одержал за два дня до этого. Брайаны пропустили Олимпиаду в Рио-де-Жанейро по соображениям здоровья).
На Открытом чемпионате Австралии 2017 года Боб и Майк Брайаны смогли выйти в финал, где потерпели поражение от Хенри Континена и Джона Пирса. В сезоне они выиграли два небольших турнира: в июне в Истборне и в июле в Атланте. Впервые с 2001 года Майк потерял место в Топ-10 парного рейтинга.
На Открытом чемпионате Австралии 2018 года братья Брайаны остановились в полуфинале. Весной они одержали победы на двум Мастерсах: в марте на харде в Майами и в апреле на грунте в Монте-Карло. Боб и Майк провели вместе 76 турниров Большого шлема подряд. Эта серия прервалась перед Открытым чемпионатом Франции 2018 года, к которому Боб подошёл с травмой. Майк Брайан, успевший с начала сезона сыграть с братом в четырёх финалах турниров Мастерс и два из них выиграть, заканчивал с другим американцем — Джеком Соком, выиграв с ним Уимблдонский турнир, Открытый чемпионат США и итоговый турнир 2018 года и вернув себе звание первой ракетки мира. Выступая на протяжении большей части 2018 года без Боба, залечивавшего травму бедра, Майк в возрасте 40 лет и 78 дней стал старейшим теннисистом, когда-либо занимавшим первую строчку в рейтинге ATP. Он побил рекорд Даниэля Нестора, бывшего первой ракеткой мира в возрасте 40 лет и 5 дней. За сезон, начатый с Бобом, он выиграл 5 турниров (в том числе два турнира Мастерс с братом, а также два турнира Большого шлема и Финал Мирового тура ATP с другим американцем — Джеком Соком).
Возвращение Боба на корт состоялось уже в 2019 году. На Открытом чемпионате Австралии Майк в паре со своим братом он смог выйти только в четвертьфинал. В феврале они завоевали первый совместный титул после возвращения Боба на турнире в Делрей-Бич; в финале они победили другую пару братьев — Нила и Кена Скупски. Затем был выигран турнир Мастерс в Майами, но это был последний успех в сезоне. До конца сезона братьям больше не удалось завоевать ни одного титула, и лишь ещё однажды они сыграли в финале — в турнире базовой категории в Атланте. В ноябре Брайаны заявили о планах завершить игровую карьеру на следующем Открытом чемпионате США.
В августе 2020 года, в возрасте 42 лет, братья Брайаны объявили об одновременном завершении игровой карьеры накануне очередного Открытого чемпионата США.

## Рейтинг на конец года
| Год  | Одиночный рейтинг | Парный рейтинг |
| 2020 |                   | 31             |
| 2019 |                   | 27             |
| 2018 |                   | 1              |
| 2017 |                   | 11             |
| 2016 |                   | 5              |
| 2015 |                   | 5              |
| 2014 |                   | 1              |
| 2013 |                   | 1              |
| 2012 |                   | 1              |
| 2011 |                   | 1              |
| 2010 |                   | 1              |
| 2009 |                   | 1              |
| 2008 |                   | 3              |
| 2007 |                   | 1              |
| 2006 |                   | 1              |
| 2005 |                   | 1              |
| 2004 |                   | 4              |
| 2003 | 678               | 2              |
| 2002 | 609               | 7              |
| 2001 | 337               | 22             |
| 2000 | 299               | 62             |
| 1999 | 414               | 58             |
| 1998 | 425               | 161            |
| 1997 | 531               | 650            |
| 1996 |                   | 663            |
| 1995 | 1 070             | 1 197          |

По данным официального сайта ATP на последнюю неделю года.

## Выступления на турнирах

### Финалы челленджеров и фьючерсов в одиночном разряде (2)

##### Победы (1)
| Условные обозначения |
| Челленджеры (0)*     |
| Фьючерсы (1)         |

| Титулы по покрытиям | Титулы по месту проведения матчей турнира |
| ------------------- | ----------------------------------------- |
| Хард (1)*           | Зал (0)                                   |
| Грунт (0)           | Зал (0)                                   |
| Трава (0)           | Открытый воздух (1)                       |
| Ковёр (0)           | Открытый воздух (1)                       |

* количество побед в одиночном разряде.
| №  | Дата          | Турнир       | Покрытие | Соперник в финале | Счёт    |
| 1. | 1 ноября 1998 | Фэрфилд, США | Хард     | Эрик Дрю          | 6-3 6-2 |

##### Поражения (1)
| №  | Дата         | Турнир     | Покрытие | Соперник в финале | Счёт    |
| 1. | 13 июля 1997 | Талса, США | Хард     | Йонатан Эрлих     | 5-7 3-6 |

### Финалы турниров Большого шлема в парном разряде (32)

#### Победы (18)
| №   | Год  | Турнир                           | Покрытие | Партнёр    | Соперники в финале                 | Счёт                   |
| 1.  | 2003 | Открытый чемпионат Франции       | Грунт    | Боб Брайан | Евгений Кафельников Паул Хархёйс   | 7-6(3) 6-3             |
| 2.  | 2005 | Открытый чемпионат США           | Хард     | Боб Брайан | Йонас Бьоркман Максим Мирный       | 6-1 6-4                |
| 3.  | 2006 | Открытый чемпионат Австралии     | Хард     | Боб Брайан | Мартин Дамм Леандер Паес           | 4-6 6-3 6-4            |
| 4.  | 2006 | Уимблдон                         | Трава    | Боб Брайан | Ненад Зимонич Фабрис Санторо       | 6-3 4-6 6-4 6-2        |
| 5.  | 2007 | Открытый чемпионат Австралии (2) | Хард     | Боб Брайан | Йонас Бьоркман Максим Мирный       | 7-5 7-5                |
| 6.  | 2008 | Открытый чемпионат США (2)       | Хард     | Боб Брайан | Лукаш Длоуги Леандер Паес          | 7-6(5) 7-6(10)         |
| 7.  | 2009 | Открытый чемпионат Австралии (3) | Хард     | Боб Брайан | Махеш Бхупати Марк Ноулз           | 2-6 7-5 6-0            |
| 8.  | 2010 | Открытый чемпионат Австралии (4) | Хард     | Боб Брайан | Ненад Зимонич Даниэль Нестор       | 6-3 6-7(5) 6-3         |
| 9.  | 2010 | Открытый чемпионат США (3)       | Хард     | Боб Брайан | Рохан Бопанна Айсам-уль-Хак Куреши | 7-6(5) 7-6(4)          |
| 10. | 2011 | Открытый чемпионат Австралии (5) | Хард     | Боб Брайан | Махеш Бхупати Леандер Паес         | 6-3 6-4                |
| 11. | 2011 | Уимблдон (2)                     | Трава    | Боб Брайан | Роберт Линдстедт Хория Текэу       | 6-3 6-4 7-6(2)         |
| 12. | 2012 | Открытый чемпионат США (4)       | Хард     | Боб Брайан | Леандер Паес Радек Штепанек        | 6-3 6-4                |
| 13. | 2013 | Открытый чемпионат Австралии (6) | Хард     | Боб Брайан | Игорь Сейслинг Робин Хасе          | 6-3 6-4                |
| 14. | 2013 | Открытый чемпионат Франции (2)   | Грунт    | Боб Брайан | Микаэль Льодра Николя Маю          | 6-4 4-6 7-6(4)         |
| 15. | 2013 | Уимблдон (3)                     | Трава    | Боб Брайан | Иван Додиг Марсело Мело            | 3-6 6-3 6-4 6-4        |
| 16. | 2014 | Открытый чемпионат США (5)       | Хард     | Боб Брайан | Марсель Гранольерс Марк Лопес      | 6-3 6-4                |
| 17. | 2018 | Уимблдон (4)                     | Трава    | Джек Сок   | Майкл Винус Равен Класен           | 6-3 6-7(7) 6-3 5-7 7-5 |
| 18. | 2018 | Открытый чемпионат США (6)       | Хард     | Джек Сок   | Лукаш Кубот Марсело Мело           | 6-3 6-1                |

#### Поражения (14)
| №   | Год  | Турнир                           | Покрытие | Партнёр    | Соперники в финале            | Счёт                      |
| 1.  | 2003 | Открытый чемпионат США           | Хард     | Боб Брайан | Йонас Бьоркман Тодд Вудбридж  | 7-5 0-6 5-7               |
| 2.  | 2004 | Открытый чемпионат Австралии     | Хард     | Боб Брайан | Микаэль Льодра Фабрис Санторо | 6-7(4) 3-6                |
| 3.  | 2005 | Открытый чемпионат Австралии (2) | Хард     | Боб Брайан | Уэйн Блэк Кевин Ульетт        | 4-6 4-6                   |
| 4.  | 2005 | Открытый чемпионат Франции       | Грунт    | Боб Брайан | Йонас Бьоркман Максим Мирный  | 6-2 1-6 4-6               |
| 5.  | 2005 | Уимблдон                         | Трава    | Боб Брайан | Уэсли Муди Стивен Хасс        | 6-7(4) 3-6 7-6(2) 3-6     |
| 6.  | 2006 | Открытый чемпионат Франции (2)   | Грунт    | Боб Брайан | Йонас Бьоркман Максим Мирный  | 7-6(5) 4-6 5-7            |
| 7.  | 2007 | Уимблдон (2)                     | Трава    | Боб Брайан | Арно Клеман Микаэль Льодра    | 7-6(5) 3-6 4-6 4-6        |
| 8.  | 2009 | Уимблдон (3)                     | Трава    | Боб Брайан | Ненад Зимонич Даниэль Нестор  | 6-7(7) 7-6(3) 6-7(3) 3-6  |
| 9.  | 2012 | Открытый чемпионат Австралии (3) | Хард     | Боб Брайан | Леандер Паес Радек Штепанек   | 6-7(1) 2-6                |
| 10. | 2012 | Открытый чемпионат Франции (3)   | Грунт    | Боб Брайан | Максим Мирный Даниэль Нестор  | 4-6 4-6                   |
| 11. | 2014 | Уимблдон (4)                     | Трава    | Боб Брайан | Вашек Поспишил Джек Сок       | 6-7(5) 7-6(3) 4-6 6-3 5-7 |
| 12. | 2015 | Открытый чемпионат Франции (4)   | Грунт    | Боб Брайан | Иван Додиг Марсело Мело       | 7-6(5) 6-7(5) 5-7         |
| 13. | 2016 | Открытый чемпионат Франции (5)   | Грунт    | Боб Брайан | Марк Лопес Фелисиано Лопес    | 4-6 7-6(6) 3-6            |
| 14. | 2017 | Открытый чемпионат Австралии (4) | Хард     | Боб Брайан | Хенри Континен Джон Пирс      | 5-7 5-7                   |

### Финалы Итогового турнираATPв парном разряде (7)

#### Победы (5)
| №  | Год  | Турнир                 | Покрытие   | Партнёр    | Соперники в финале            | Счёт                      |
| 1. | 2003 | Хьюстон, США           | Хард       | Боб Брайан | Микаэль Льодра Фабрис Санторо | 6-7(6) 6-3 3-6 7-6(3) 6-4 |
| 2. | 2004 | Хьюстон, США           | Хард       | Боб Брайан | Уэйн Блэк Кевин Ульетт        | 4-6 7-5 6-4 6-2           |
| 3. | 2009 | Лондон, Великобритания | Хард (зал) | Боб Брайан | Максим Мирный Энди Рам        | 7-6(5) 6-3                |
| 4. | 2014 | Лондон, Великобритания | Хард (зал) | Боб Брайан | Иван Додиг Марсело Мело       | 6-7(5) 6-2 [10-7]         |
| 5. | 2018 | Лондон, Великобритания | Хард (зал) | Джек Сок   | Николя Маю Пьер-Юг Эрбер      | 5-7 6-1 [13-11]           |

#### Поражения (2)
| №  | Год  | Турнир                 | Покрытие   | Партнёр    | Соперники в финале              | Счёт              |
| 1. | 2008 | Шанхай, Китай          | Хард (зал) | Боб Брайан | Ненад Зимонич Даниэль Нестор    | 6-7(3) 2-6        |
| 2. | 2013 | Лондон, Великобритания | Хард (зал) | Боб Брайан | Фернандо Вердаско Давид Марреро | 5-7 7-6(3) [7-10] |

### Финалы турниров Большого шлема в смешанном парном разряде (6)

#### Победы (4)
| №  | Год  | Турнир                         | Покрытие | Партнёрша           | Соперники в финале                | Счёт          |
| 1. | 2002 | Открытый чемпионат США         | Хард     | Лиза Реймонд        | Катарина Среботник Боб Брайан     | 7-6(9) 7-6(1) |
| 2. | 2003 | Открытый чемпионат Франции     | Грунт    | Лиза Реймонд        | Елена Лиховцева Махеш Бхупати     | 6-3 6-4       |
| 3. | 2012 | Уимблдон                       | Трава    | Лиза Реймонд        | Елена Веснина Леандер Паес        | 6-3 5-7 6-4   |
| 4. | 2015 | Открытый чемпионат Франции (2) | Грунт    | Бетани Маттек-Сандс | Луция Градецкая Марцин Матковский | 7-6(3) 6-1    |

#### Поражения (2)
| №  | Год  | Турнир       | Покрытие | Партнёрша          | Соперники в финале            | Счёт        |
| 1. | 2001 | Уимблдон     | Трава    | Лизель Хубер       | Даниэла Гантухова Леош Фридль | 6-4 3-6 2-6 |
| 2. | 2008 | Уимблдон (2) | Трава    | Катарина Среботник | Саманта Стосур Боб Брайан     | 5-7 4-6     |

### Финалы командных турниров (3)

#### Победы (1)
| №  | Год  | Турнир       | Команда                                        | Соперник в финале                                      | Счёт |
| 1. | 2007 | Кубок Дэвиса | США Дж. Блейк, Б. Брайан, М. Брайан, Э. Роддик | Россия И. Андреев, Н. Давыденко, Д. Турсунов, М. Южный | 4-1  |

#### Поражения (2)
| №  | Год  | Турнир               | Команда                                            | Соперник в финале                                     | Счёт |
| 1. | 2004 | Кубок Дэвиса         | США Б. Брайан, М. Брайан, Э. Роддик, М. Фиш        | Испания К. Мойя, Р. Надаль, Т. Робредо, Х. К. Ферреро | 2-3  |
| 2. | 2010 | Командный Кубок мира | США · Б. Брайан, М. Брайан, Р. Джинепри, С. Куэрри | Аргентина · Х. Монако, Э. Шванк, О. Себальос          | 1-2  |

## Интересные факты
- Отец Майка, Уэйн Брайан, выпустил книгу «Формула: Как вырастить вашего сына чемпионом».
- В детстве Бобу и Майку запрещалось играть друг против друга.[18] Если жребий сводил их в одном и том же турнире в одиночном разряде, они поочерёдно сдавали матчи без игры. Позже, во взрослом туре, братья всё же сыграли между собой восемь встреч.[19]
- Тренер сборной США Патрик Макинрой согласился включить братьев в сборную не раньше, чем они выиграют свой первый турнир Большого шлема.[20]